# Lae Pinang
Lae Pinang is een bestuurslaag in het regentschap Aceh Singkil van de provincie Atjeh, Indonesië. Lae Pinang telt 1311 inwoners (volkstelling 2010).